# Рудракша

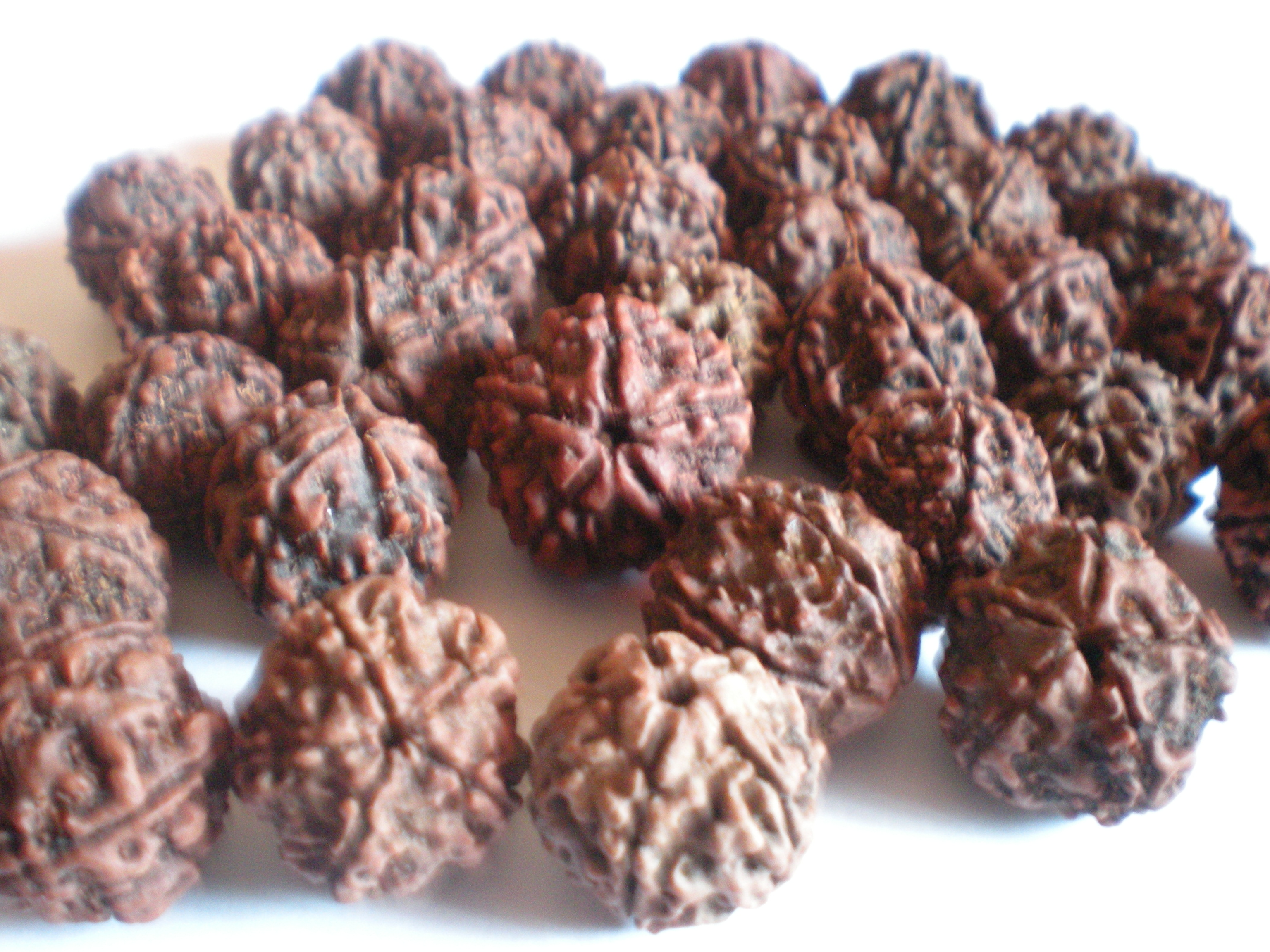
Плоди

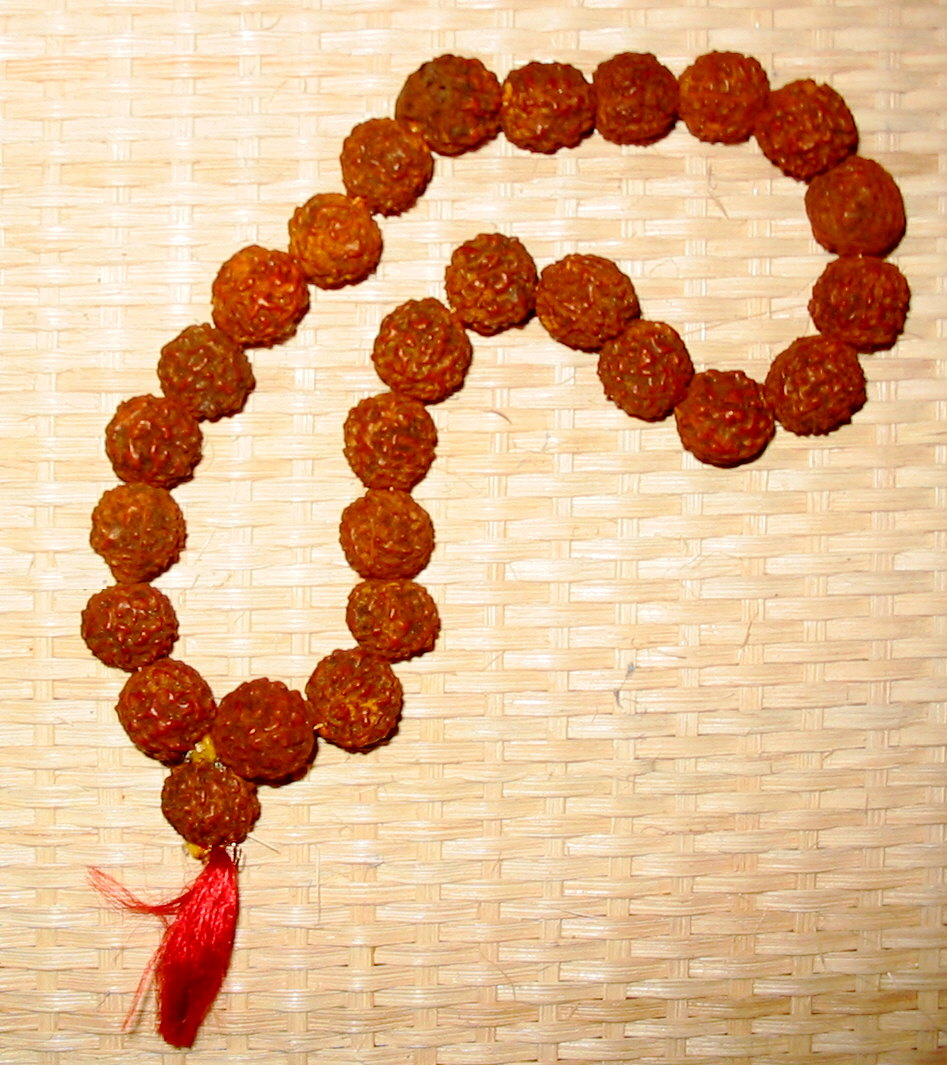
Вервиці з плодів рудракші

 Рудракші  (санскр. रूद्राक्ष — «очі Рудри» іноді називають «сльозою Рудри», лат. Elaeocarpus ganitrus) — вид вічнозелених широколистяних дерев родини елеокарпових . Зростає переважно на Гангській рівнині і в передгір'ях Гімалаїв. Використовується в народній медицині. Деревина рудракші світло-білого кольору. Вона досить міцна, за що її цінують — так, під час Другої світової війни її використовували для виготовлення літакових гвинтів.
Зерна, які виросли в Непалі, називаються «рудракші».
Зерна, які виросли в Індонезії, називаються «Індракша».
Зерна, які виросли в Індії, називаються «Бхадракша».
Місце виростання рудракші жодним чином не впливає ні на які її якості. Всі вони — і рудракші й Індракша і Бхадракша — однаково цінні і можуть бути використані як в ритуалі шанування Шиви, так і в щоденному носінні .

## Рудракші вШайвізміішактизмі
З висушених плодів рудракші виготовляють однойменні чотки (джапа — малі) — рудракша — джапа — мала. У зморщеною оболонці плоду при цьому бачать кілька (зазвичай п'ять) осіб, від чого кожне з 108 зерен чоток символізує Шиву .
В одній з глав «Чандраджнана — агами» описується ефект від носіння плодів рудракші (переклад з санскрита О. Ерченкова).
| Листок дуба | Це незавершена стаття з ботаніки. Ви можете допомогти проєкту, виправивши або дописавши її. |